# Toninia lutosa
Toninia lutosa är en lavart som först beskrevs av Erik Acharius, och fick sitt nu gällande namn av Timdal. Toninia lutosa ingår i släktet Toninia och familjen Ramalinaceae.   Inga underarter finns listade i Catalogue of Life.